# Úřad pro ochranu hospodářské soutěže
Úřad pro ochranu hospodářské soutěže (zkratka ÚOHS, lidově antimonopolní úřad) je ústřední orgán státní správy České republiky pro oblast hospodářské soutěže a veřejných zakázek se sídlem v Brně. Vznikl 1. července 1991 jako Český úřad pro hospodářskou soutěž, v letech 1992–1996 působil jako Ministerstvo pro hospodářskou soutěž. Působnost Úřadu je vymezena zákonem č. 273/1996 Sb., o působnosti Úřadu pro ochranu hospodářské soutěže.

## Úkoly
Úřadu podle zákona o působnosti přísluší vytvářet podmínky pro podporu a ochranu hospodářské soutěže, vykonávat dohled při zadávání veřejných zakázek a vykonává další působnosti stanovené zvláštními zákony.

## Vedení
V čele Úřadu je předseda, kterého jmenuje na návrh vlády prezident republiky. Funkční období předsedy je 6 let a nikdo nesmí být do této funkce jmenován na více než dvě funkční období. Předseda Úřadu nesmí být členem žádné politické strany nebo politického hnutí.

### Přehled předsedů
- Stanislav Bělehrádek (1991–1998) (v letech 1992–1996 ministr)
- Václav Klaus (od 4. 7. do 1. 11. 1996 byl jako předseda vlády pověřen řízením ministerstva pro hospodářskou soutěž; ministerstvo transformováno v úřad)[1][2]
- Josef Bednář (1998–2005)
- Martin Pecina (2005–2009)
- Petr Rafaj (2009–2020)
- Petr Mlsna (od 2020)

### Přehled místopředsedů
Do 31. prosince 2006 se jednalo o funkci náměstka, po tomto datu o místopředsedu.
- JUDr. Hynek Brom (2009–2021) – I. místopředseda
- JUDr. Eva Kubišová (2011–2021)
- JUDr. Petr Solský (od 2015)
- Mgr. Ing. Kamil Nejezchleb, Ph.D. (od 2021)
- Mgr. Markéta Dlouhá (od 2021)

## Právní předpisy v působnosti Úřadu
Základním právním předpisem pro oblast hospodářské soutěže je zákon č. 143/2001 Sb., o ochraně hospodářské soutěže. Úřad současně může aplikovat články 101 a 102 Smlouvy o fungování Evropské unie. Související kompetence jsou Úřadu svěřeny také zákonem č. 370/2017 Sb., o platebním styku. Do oblasti ochrany hospodářské soutěže spadá zejména problematika zakázaných dohod omezujících soutěž (např. kartelové dohody), zneužití dominantního postavení, kontrola spojování soutěžitelů.
V oblasti veřejných zakázek je základní právní úpravou zákon č. 134/2016 Sb., o zadávání veřejných zakázek. Úřad má působnost pouze v dozorové části zákona, tedy dohlíží na transparentní, přiměřený, nediskriminační, rovný přístup zadavatele vůči uchazečům a uplatňování zásad tzv. odpovědného zadávání. Obdobnou dozorovou působnost má Úřad rovněž podle zákona č. 194/2010 Sb., o veřejných službách v přepravě cestujících.
Významná tržní síla obchodních řetězců vůči jejich dodavatelům z řad potravinářů a zemědělců je regulována zákonem č. 395/2009 Sb., o významné tržní síle při prodeji potravinářských a zemědělských produktů a jejím zneužití. 
Oblast veřejné podpory je regulována zejména legislativou Evropské unie, v rámci národního práva je upravena zákonem č. 215/2004 Sb., o úpravě některých vztahů v oblasti veřejné podpory a o změně zákona o podpoře výzkumu a vývoje.

## Historie a organizace
Zákonem České národní rady č. 173/1991 Sb. ze dne 26. dubna 1991 byl zřízen Český úřad pro hospodářskou soutěž, který zahájil činnost k 1. červenci 1991.  V roce 1992 byl tento úřad nahrazen Ministerstvem pro hospodářskou soutěž. Tato změna byla odůvodněna tehdy probíhající ekonomickou transformací a především úlohou, kterou plnilo Ministerstvo v privatizačním procesu. V současné době je ochrana hospodářské soutěže v České republice institucionálně zajišťována Úřadem pro ochranu hospodářské soutěže se sídlem v Brně. Úřad začal pod tímto názvem fungovat od 1. listopadu 1996, přičemž navázal na činnost dřívějšího ministerstva. Působnost Úřadu je vymezena zákonem č. 273/1996 Sb., ve znění zákona č. 187/1999 Sb. Úřadu přísluší vytvářet podmínky pro podporu a ochranu hospodářské soutěže, vykonávat dohled při zadávání veřejných zakázek a veřejné podpory. Od roku 2004 (účinnost od 2005) získal Úřad (tehdy ještě ministerstvo) působnost v oblasti dozoru nad veřejným zadáváním. V oblasti veřejné podpory rozhodoval Úřad v letech 2000-2004 o slučitelnosti poskytování veřejné podpory s unijním právem. Rozhodovací pravomoc v oblasti veřejné podpory přešla od 1.5.2004 plně na Evropskou komisi, Úřad je v této oblasti nadále poradenským, monitorovacím a konzultačním orgánem. Od února 2010 vykonává  Úřad také roli orgánu dohledu nad dodržováním zákona o významné tržní síle a jejím zneužití.
ÚOHS je ústředním orgánem státní správy, který je zcela nezávislý ve své rozhodovací činnosti. V jeho čele je předseda, kterého jmenuje na návrh vlády prezident republiky. Funkční období předsedy je 6 let a nikdo nemůže být jmenován do této funkce na více než dvě funkční období. Předseda Úřadu nesmí být členem žádné politické strany nebo politického hnutí. Předsedou je od 2. prosince 2020 doc. JUDr. PhDr. Petr Mlsna, Ph.D.
Organizačně je Úřad v současné době členěn na tři sekce, které jsou vedeny místopředsedy, jež jmenuje předseda Úřadu. Sekci hospodářské soutěže v současné době řídí místopředseda Kamil Nejezchleb. V čele Sekce veřejných zakázek je místopředsedkyně Markéta Dlouhá a místopředseda Petr Solský má na starosti Sekci legislativy a veřejné regulace. Přímo pod předsedu Úřadu je organizačně začleněn Odbor druhostupňového rozhodování a Kancelář předsedy Úřadu.
Úřad měl ke konci roku 2021 celkem 252 systemizovaných míst, většinu zaměstnanců tvoří právníci a ekonomové.